# سوم الشرف (مذيخرة)

تعديل مصدري - تعديل

سوم الشرف محلة تابعة لقرية دهران، التابعة لعزلة المغاربة بمديرية مذيخرة إحدى مديريات محافظة إب في الجمهورية اليمنية، بلغ تعداد سكانها 42 حسب تعداد اليمن لعام 2004.